# Abbeville (Francia)
Abbeville (in piccardo Advile) è un comune francese di 25 145 abitanti situato nel dipartimento della Somme della regione dell'Alta Francia.
Si trova sulla destra del fiume Somme e possiede un piccolo porto fluviale a circa 20 km di distanza dalla foce.
Vi nacque il letterato Charles-Hubert Millevoye.

## Geografia fisica
Abbeville sorge sulla sponda destra del fiume Somme, a 25 km dalle coste del canale della Manica e a 40 km a nord-ovest di Amiens.

## Origini del nome
La città ebbe questo nome in quanto fu alle dipendenze dell'abbazia di Saint-Riquier (Abbatis villa).

## Storia
La località era già abitata in era preistorica, come dimostreranno i ritrovamenti archeologici del XIX secolo, e lo fu anche in età imperiale romana. Ebbe la carta dei diritti cittadini nel 1130. Durante il IX secolo il territorio appartenne all'Abbazia di Saint-Riquier; successivamente fu governata dai conti di Ponthieu. Dopo aver subito il dominio inglese (1279-1345; 1361-1435), passò definitivamente alla corona di Francia (1477). Durante tutto il Medioevo fu un attivo centro manifatturiero e di scambi (soprattutto stoffe di lana). Decadde rapidamente a causa dell'insabbiamento della Somme e alla revoca dell'Editto di Nantes (1685).
Nel XVIII secolo era una delle città collegate alla Lega anseatica di Londra. Durante la prima guerra mondiale fu danneggiata dai bombardamenti tedeschi ma rimase sempre in mano francese. Abbeville, data la sua vicinanza alla costa, fu uno degli obbiettivi primari dell'offensiva tedesca del maggio 1940. Il 20 maggio, poche ore prima dell'ingresso dei tedeschi in città, i soldati francesi fucilarono 21 uomini belgi. I giustiziati, che erano stati arrestati dalle autorità belghe in quanto sospettati di spionaggio e poi erano stati condotti in Francia, erano tutti membri di movimenti estremisti, sia di destra, come l'Unione Nazionale di Solidarietà, il Partito Rexista, o di sinistra, come il Partito Comunista del Belgio.
Fu liberata dalla 1ª divisione corazzata polacca e canadesi il 2 settembre 1944.

### Simboli
Lo stemma del comune di Abbeville si blasona:
Il Comune utilizza questa forma che inverte volontariamente i colori dello scudo dei conti di Ponthieu che era d'oro a tre bande d'azzurro, alla bordura di rosso, dove le bande azzurre rappresentavano i fiumi Somme, Authie e Canche tra campi di grano.
Carlo V concesse ad Abbeville, con lettere patenti del 19 giugno 1369, il diritto di portare sullo stemma il capo di Francia e il motto « Fidelis », per ringraziare gli abitanti della loro lealtà alla Corona.

## Monumenti e luoghi d'interesse

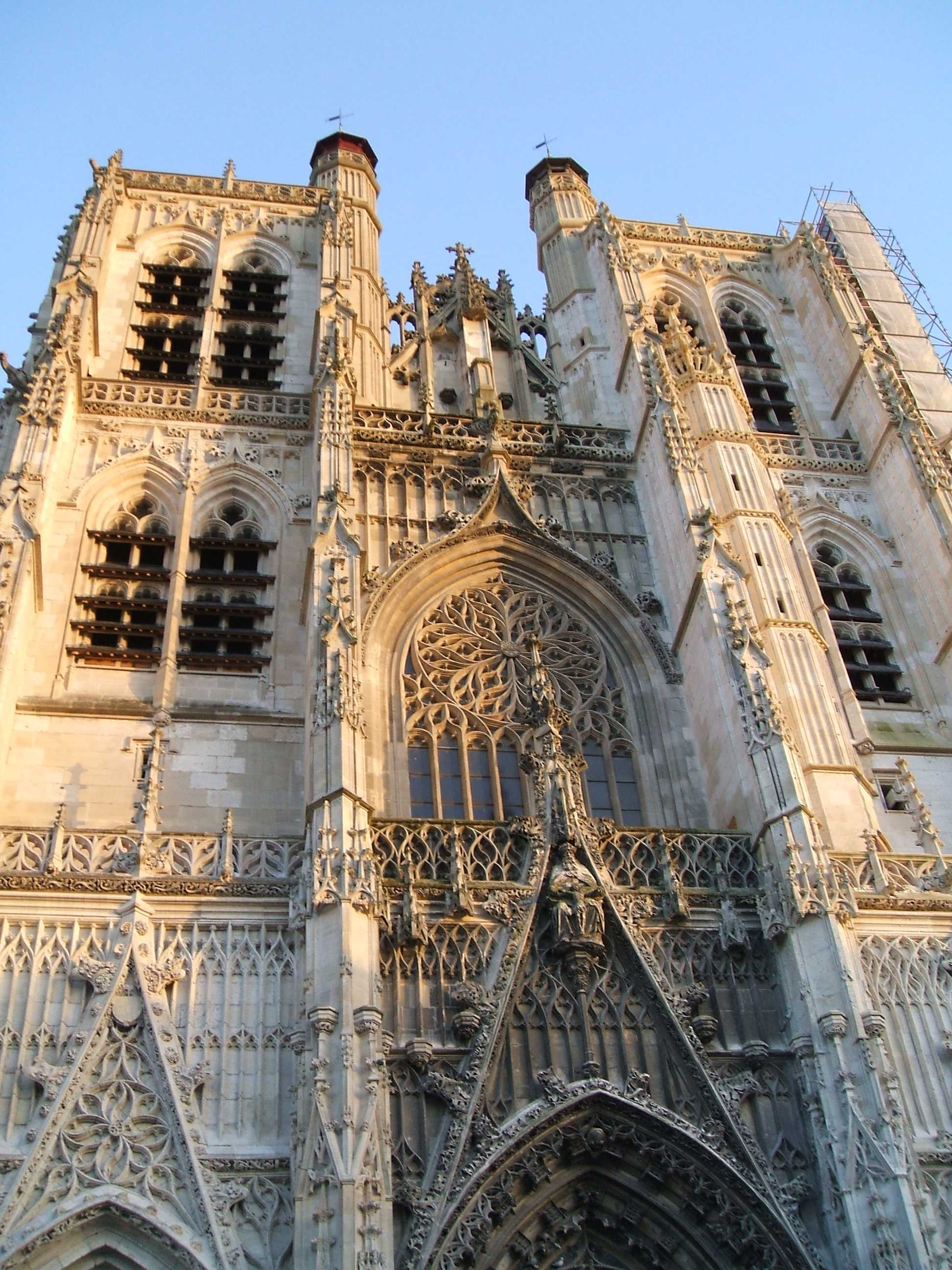
Collegiata di San Vulfranno

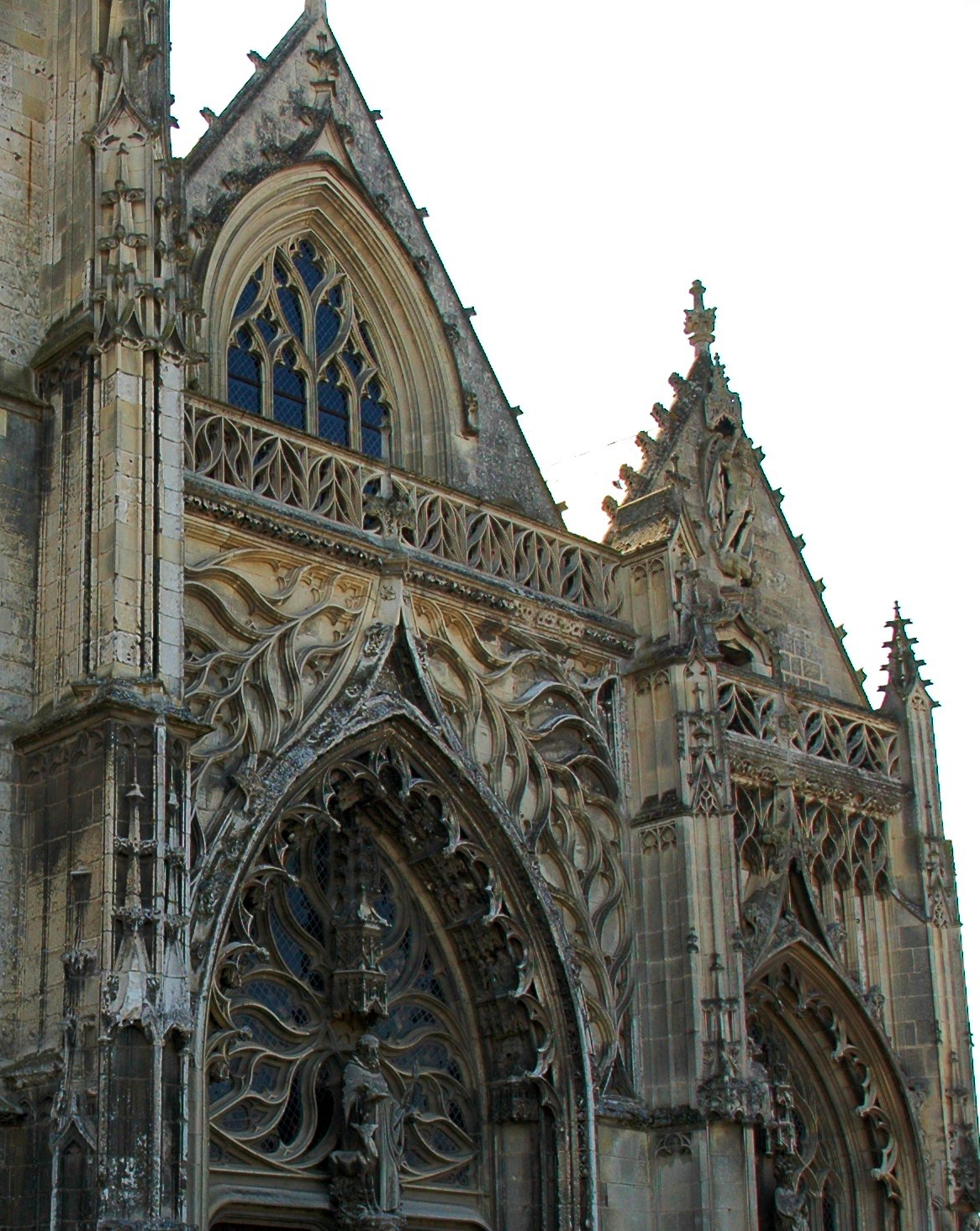
Portale gotico fiammeggiante della chiesa di Sant'Egidio

Il centro storico, pur duramente provato dal bombardamento del 20 maggio 1940 durante la seconda guerra mondiale e non sempre felicemente ricostruito, conserva tuttavia certe atmosfere d'epoca, complessi di antiche case del XVI secolo, numerosi e preziosi Hôtel particulier del XVII e XVIII secolo.
Fra i monumenti principali emergono:
- La Collegiata di San Vulfranno (Collégiale Saint-Wulfran) è un importante edificio in stile gotico fiammeggiante eretto a partire dal 1488 e rimasta incompiuta. Presenta una notevolissima facciata a torri gemelle dalla sontuosa decorazione scultorea dell'epoca. Ricchissima nei dettagli ed estremamente pregevole nella fattura minuziosa.
- La Torre civica (Beffroi) costruita a partire dal 1209. È uno dei Beffroi più antichi di Francia, e ha valso alla città il riconoscimento dell'UNESCO che la inserì nella lista dei campanili di Belgio e Francia[2] del Patrimonio mondiale dell'umanità. In francese è usato il termine beffroi, (pron. beffruà), in fiammingo belfort. Il termine deriverebbe medio alto tedesco bercvrit, che significa "torre di difesa".
- La chiesa del Santo Sepolcro (Église Saint-Sépulcre) è un edificio gotico fiammeggiante costruito nel XV secolo. Il pesante campanile e il transetto vennero rifatti nel 1864 in stile neogotico. All'interno, dalle belle volte a stella, un ciclo moderno di vetrate crea un sorprendente effetto lumino-cromatico. Vennero realizzate dall'artista Alfred Manessier e inaugurate nel 1993.
- La chiesa di Sant'Egidio (Église Saint-Gilles) è un altro monumento gotico fiammeggiante del XV secolo. Distrutto in gran parte dal bombardamento del 20 maggio 1940, venne ricostruito dopo la guerra. Originale è il portale centrale con la sua ornamentazione fiammeggiante.
- Il convento delle Orsoline (Couvent des Ursulines) è un grande complesso costruito in stile Luigi XIII a partire dal 1642 per volere della madre superiora Anne e Saint-Paul. Scampato alla Rivoluzione francese, diviene nel 1869 Collège Saint-Stanislas fino al 1905. In seguito venne destinato a caserma, nel 1925 a collegio femminile e infine, requisito nel 1939 per ospitare l'ospedale militare, venne gravemente bombardato il 20 maggio 1940. Oggi ne restano le vestigia della facciata della Cappella e una parte delle facciate del chiostro in puro stile Luigi XIII.
- Château de Bagatelle. Bella residenza eretta in stile Rococò nel 1752 per la famiglia Van Robais. In una bella architettura tipica della Piccardia in mattoni rossi e pietra bianca, presenta un piano rialzato, con corpo centrale poligonale aggettante, aperto da vetrate alla francese. L'attico è caratterizzato da numerosi oeil-de-boeuf e sormontato da un grande tetto mansardato. Gli interni, a stucchi e boiserie, si improntano su uno squisito stile Luigi XV. Un parco di 10 ettari circonda il castello.
- Abbazia di Saint-Riquier, Sorge nei dintorni della città e rappresenta un bel complesso di stile Gotico fiammeggiante incentrato sulla ricchissima facciata del XV secolo.
- Chiesa di San Giacomo, svettante chiesa neogotica costruita nella seconda metà del XIX secolo e demolita nel 2013.

Nei pressi della città l'archeologo Jacques Boucher de Crèvecœur de Perthes, a quei tempi direttore della dogana, trovò intorno al 1830 degli attrezzi in selce usati dagli uomini primitivi, ed in seguito le prime amigdale: la scoperta diede il nome alla civiltà abbevilliana, risalente al Paleolitico.

## Società

### Evoluzione demografica
Abitanti censiti

## Economia
Abbeville ha un'economia prettamente industriale: chimica, meccanica (rubinetterie), alimentare (zuccherifici), tessile (confezioni).

## Infrastrutture e trasporti
La cittadina è servita da un piccolo aerodromo, l'aeroporto di Abbeville, attivo nel traffico di aviazione generale e sportiva.

## Amministrazione

### Gemellaggi
Abbeville è gemellata con le seguenti città:
- Argo, dal 1993
- Burgess Hill, dal 1994